# Атмосферний фронт

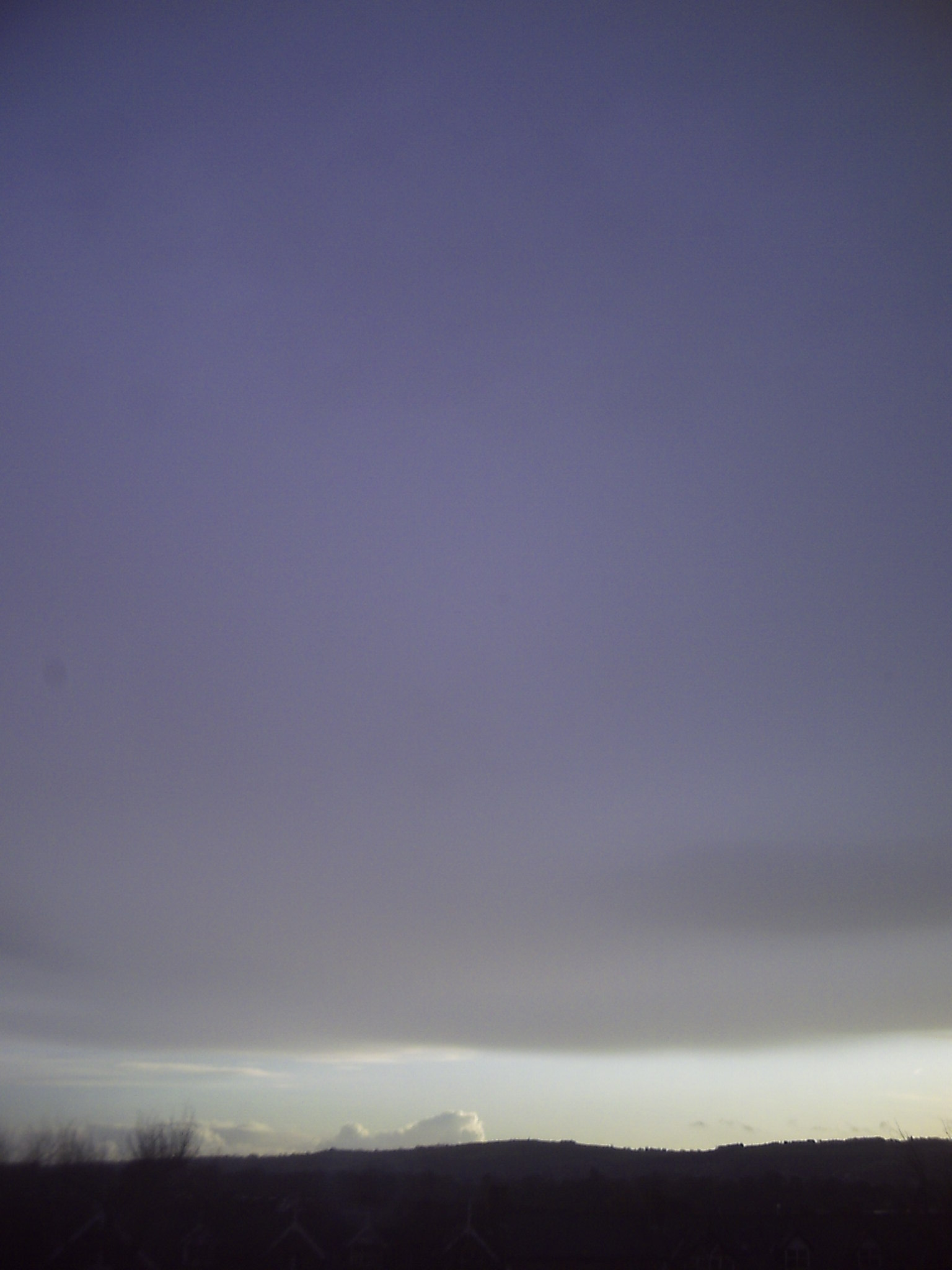
Високо-шаруваті хмари, які часто спостерігаються на атмосферних фронтах

Фро́нт атмосфе́рний — перехідна зона, яка проходить між двома повітряними масами з відмінними фізичними властивостями (переважно температурою та вологістю). Також, умовно, поверхня поділу між двома повітряними масами в атмосфері. Практично, фронти відомі лише в тропосфері, тому, вони також називаються тропосферними фронтами. Фронтом також називають лінію перетину фронтальної поверхні з поверхнею землі або з поверхнею рівня.
Біля поверхні Землі ширина перехідної зони — лінії фронту, становить кілька десятків кілометрів; у вертикальній площині вона утворює нахилену під кутом менше 10° поверхню завдовшки в сотні метрів. Довжина лінії фронту дорівнює сотням і тисячам кілометрам. Практично атмосферні фронти спостерігаються лише в тропосфері, де вони виникають, переміщуються і розмиваються. З проходженням атмосферного фронту пов'язані різкі зміни погоди — посилення вітру, похолодання чи потепління, збільшення хмарності, часто з опадами. Класифікація атмосферних фронтів проводиться за різними ознаками. Наприклад, розрізняють теплі, холодні, малорухливі або стаціонарні атмосферні фронти. При змиканні ділянок холодних і теплих атмосферних фронтів утворюються фронти оклюзії, тобто загасання.

## Опис

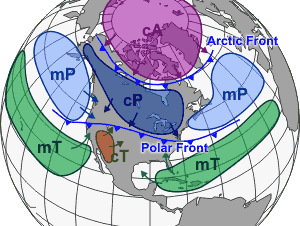
Деякі повітряні маси над Північною Америкою, між якими можуть утворюватися атмосферні фронти.

### Фронтальна поверхня

Структура теплого атмосферного фронту. Фронтальна поверхня позначена літерою C.

Зона атмосферного фронту дуже вузька в порівнянні з повітряними масами, які він розділяє, тому для теоретичних цілей дослідження її приблизно розглядають як поверхня розділу двох повітряних мас різної температури — фронтальною поверхнею. З тієї ж причини на синоптичних картах атмосферний фронт зображують у виді лінії (лінія фронту). Якби повітряні маси були нерухомі, поверхня фронту була б горизонтальною, з холодним повітрям внизу і теплим над ним, але оскільки обидві маси рухаються, вона розташовується похило до земної поверхні, причому холодне повітря лежить у вигляді дуже пологого клина під теплим. Тангенс кута нахилу фронтальної поверхні (нахил фронту) — приблизно дорівнює 0,01. Атмосферні фронти можуть тягнутися іноді до самої тропопаузи, але можуть і обмежуватися нижніми кілометрами тропосфери. У перетині з земною поверхнею зона фронту має ширину порядку десятків кілометрів, горизонтальні ж розміри самих повітряних мас можуть мати до декількох тисяч кілометрів. На початку утворення атмосферних фронтів і при їхньому розсіюванні ширина фронтальної зони буде більше. По вертикалі атмосферний фронт являє собою перехідний шар завтовшки в сотні метрів, в якому температура з висотою зменшується менше звичайного (вертикальний градієнт температури зменшений) або зростає, тобто спостерігається інверсія температури.

### Фронтальний перехід

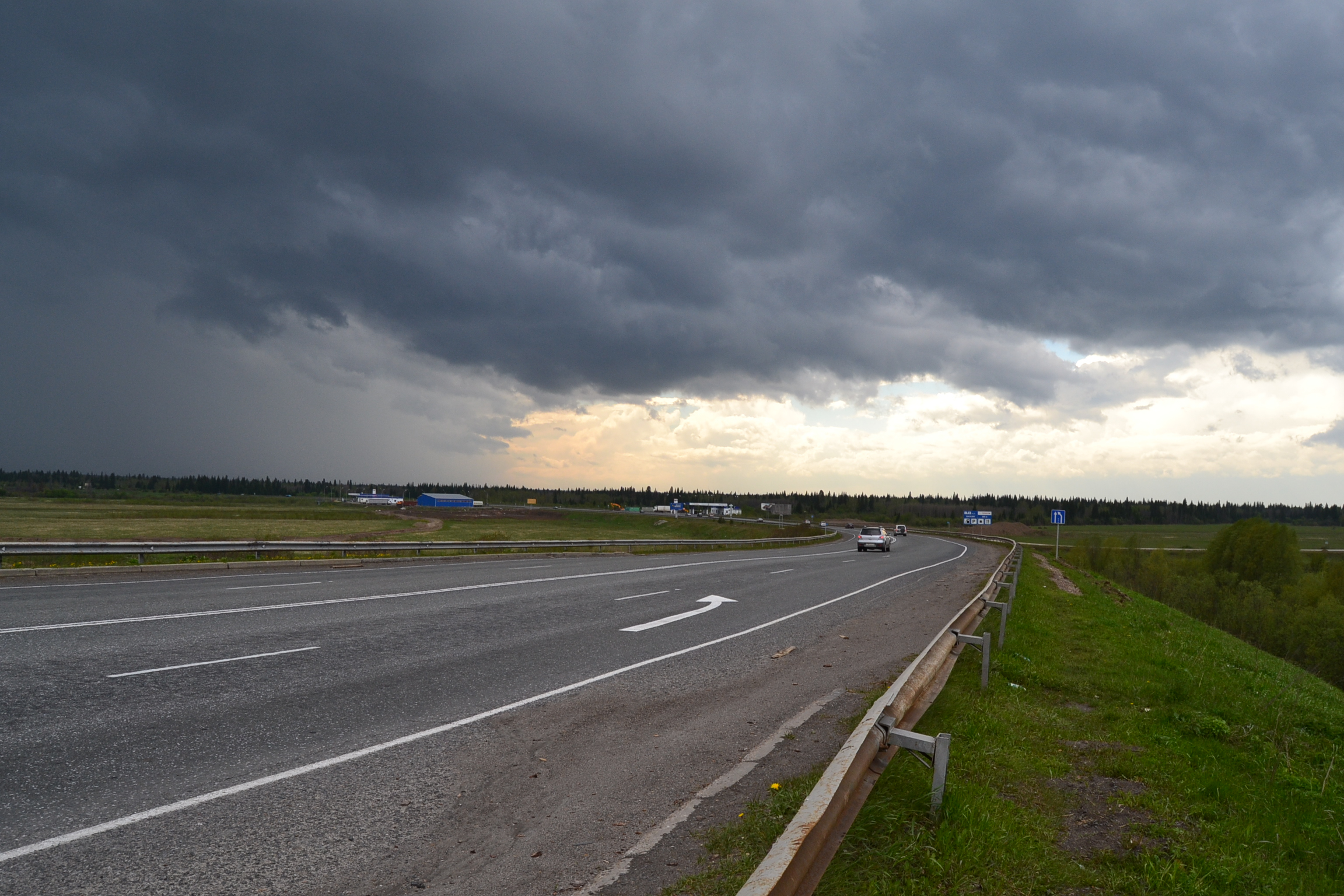
Фронтальний перехід

У земної поверхні атмосферний фронт характеризується збільшеними горизонтальними градієнтами температури повітря — у вузькій зоні фронту температура різко переходить від значень, властивих одній повітряній масі, до значень, властивим іншій, причому зміна іноді перевищує 10°С. Змінюються у фронтальній зоні також вологість повітря і його прозорість. У баричному полі атмосферний фронт зв'язаний із зонами зниженого тиску; тому при проходженні атмосферного фронту відбуваються відповідні зміни атмосферного тиску і вітру. Над фронтальними поверхнями утворюються великі хмарні системи, що включають шарувато-дощові і купчасто-дощові хмари, що дають опади. Атмосферний фронт переміщується зі швидкістю, рівною нормальній складовій до фронту швидкості вітру, тому проходження атмосферного фронту через місце спостереження приводить до швидкої (протягом годин) і часом різкої зміни важливих метеорологічних елементів і до зміни всього режиму погоди.

### Поширення
Атмосферні фронти характерні для позатропічних широт Землі, особливо для помірних широт, де між собою межують основні повітряні маси тропосфери. У тропіках атмосферні фронти рідкісні, а постійно наявна там внутрішньотропічної зони конвергенції істотно відрізняється від атмосферних фронтів, не будучи температурним розділом.

## Формування

Утворення фронту оклюзії із теплого та холодного фронту. Зеленим позначено зону випадіння опадів.

Основна причина виникнення атмосферного фронту — фронтогенез — наявність таких систем руху в тропосфері, що приводять до зближення мас повітря, що мають різну температуру. Широка перехідна зона між повітряними масами стає при цьому різким фронтом. В особливих випадках можливе утворення атмосферного фронту при русі повітря уздовж різкого температурного кордону на підстилаючий поверхні, наприклад над кромкою льоду в океані — так званий топографічний фронтогенез. У процесі загальної циркуляції атмосфери між повітряними масами різних широтних зон з досить великими контрастами температури виникають довгі (тис. км), витягнуті переважно по широті головні фронти — арктичні, антарктичні, полярні, на яких відбувається утворення циклонів і антициклонів . При цьому динамічна стійкість головного атмосферного фронту порушується, він деформується і просувається на одних ділянках до високих широт, на інших — до низьких широт. По обидві сторони поверхні атмосферного фронту при цьому виникають вертикальні складові вітру. Особливо важливим є висхідний рух повітря над поверхнею атмосферного фронту, який призводить до утворення хмарних систем і опадів.
У підсумку еволюції фронтальних збурень самі атмосферні фронти розмиваються (фронтоліз). Однак зміни в полі атмосферного тиску і вітру, створювані циклонічною діяльністю, призводять до виникнення умов для утворення нових атмосферних фронтів і, отже, до постійного поновленню процесу циклонічної діяльності на фронтах.
У верхній частині тропосфери у зв'язку з існуванням атмосферного фронту виникають струменеві течії. Від головних фронтів відрізняють вторинні атмосферні фронти, які виникають всередині повітряних мас тієї чи іншої природної зони при деякій їх неоднорідності; вони не відіграють значної ролі в загальній циркуляції атмосфери. Бувають випадки, коли атмосферний фронт добре розвинений у вільній атмосфері (верхній атмосферний фронт), але мало виражений або зовсім не проявляється поблизу земної поверхні.

## Класифікація
Атмосферні фронти класифікують за географічним положенням, протяжністю та особливостями переміщення.

### Класифікація за географічним положенням
Арктичний фронт — фронт між арктичними і помірними повітряними масами північної півкулі. Розташовується на південному кордоні арктичної повітряної маси. Зазвичай розрізняють кілька одночасно існуючих гілок арктичного фронту, іноді арктичний фронт огинає безперервно всю північну півкулю.
Помірний фронт — поділяє північну і південну помірну повітряні маси.
Полярний фронт — є північним (для Півн. Півкулі) кордоном помірної повітряної маси, що розділяє південну помірну і тропічну повітряну масу.
Пасатний фронт — фронт в тропіках, що розділяє дві маси тропічного повітря з різними властивостями — старе і більш свіже тропічне повітря, яке нещодавно утворилося шляхом трансформації помірної повітряної маси.
Внутрішньотропічна зона конвергенції — досить вузька і виражена зона збіжності між північним і південним пасатами (або між пасатом і мусоном, або між пасатом і екваторіальними західними вітрами).

### Класифікація за особливостями переміщення

Схема утворення теплого фронту

Теплий фронт — атмосферний фронт, що рухається в бік холодного повітря. Частіше пов'язаний з системою шарувато-дощових опадів, суцільними дощами і подальшим потеплінням. При його просуванні до високих широт тепле повітря займає місце відступаючого холодного повітря. При цьому висхідне ковзання теплого повітря над дуже пологою фронтальною поверхнею приводить до утворення перед лінією атмосферного фронту хмарної системи в кілька сотень кілометрів шириною, в якій хмарність міняється від тонких і високих перистих хмар в передній частині до потужних шарувато-дощових хмар з обложними опадами безпосередньо перед лінією атмосферного фронту.

Схема утворення холодного фронту

Холодний фронт — атмосферний фронт, що рухається у бік теплого повітря. Холодне повітря наступає і відтісняє тепле повітря: спостерігається адвекція холоду, за холодним фронтом у цей регіон приходить холодна повітряна маса. У тиловій частині циклону атмосферний фронт приймає характер холодного фронту з просуванням холодного клину вперед і з витісненням теплого повітря перед ним у високі шари. Хмарна система холодного фронту не така широка, як у теплого фронту. Для неї характерне переважання або, у всякому разі, наявність купчасто-дощових хмар, що дають зливові опади; перед холодним атмосферним фронтом нерідко виникають шквали та грози.
Фронт оклюзії — атмосферний фронт, що формується в процесі циклоногенезу позатропічного циклону, коли холодний фронт наганяє на теплий; процес його формування відомий як оклюзія циклону. При оклюзії циклону теплий і холодний атмосферний фронт з'єднуються, утворюючи складний фронт оклюзії з відповідними змінами хмарних систем.
Стаціонарний фронт — атмосферний фронт між теплою і холодною повітряними масами, що не рухається. Коли теплий або холодний фронт перестає переміщатися, він стає стаціонарним фронтом.

теплий фронт
холодний фронт
фронт оклюзії
стаціонарний фронт

## Вплив поверхні Землі на переміщення та властивості фронтів
Підстилаюча поверхня значно впливає на переміщення і властивості фронтів. У межах нижніх сотень метрів вплив тертя призводить до деформації профілю фронту. Нерівномірність тертя, пов'язана з відмінностями в характері підстильної поверхні, також призводить до деформації профілю фронту, особливо в умовах складного рельєфу.

### Орографічні перешкоди

Механізм утворення фену

Орографічні перешкоди можуть впливати на переміщення фронтів і викликати деформації самих фронтів та зміни їх метеорологічних властивостей. Перевалювання фронтів через гірські перешкоди відбивається на процесах хмаро- і опадоутворення. Повітря взагалі прагне обтікати перешкоди в горизонтальному напрямку, так як при цьому відбувається найменша витрата енергії. У тому випадку, якщо повітря стратифіковане нестійко, воно частково перетікає через хребет, особливо в центральній його частині. Це перетікання в десятки разів менш інтенсивне, ніж бічне обтікання. Крім того, воно має різко турбулентний характер, завдяки сильному тертю в умовах гірського рельєфу.
Фронт, що перетинає гірський хребет, частково руйнується, лінія фронту набуває «звивистий» характер. Навіть низькі перешкоди частково будуть обтікатись горизонтально, а при стійкій стратифікації і високих перешкодах єдине можливе перетікання — горизонтальне. При наближенні холодного фронту до хребту відбувається висхідний рух теплого повітря, який виявляється «затиснутим» між клином холодного повітря і хребтом, посилюються процеси хмаро- і опадоутворення перед фронтом. Вітер перед фронтом також посилюється, оскільки зближуються лінії потоку повітря в теплому повітрі, між холодним фронтом і хребтом.
При наближенні власне холодного фронту до хребту зафронтальна маса обтікає її з обох сторін. Обігнувши хребет, обидві гілки зафронтальної маси можуть з'єднатися за хребтом. У цьому випадку спостерігається явище орографічної оклюзії. Якщо горизонтальне обтікання хребта утруднене, цей процес може бути досить інтенсивним. Слідом за основним холодним фронтом підходять вторинні, що витісняють передню частину повітряної маси вгору. Потужність холодної повітряної маси зростає настільки, що повітря починає перевалювати через хребет. При перевалюванні холодного повітря через хребет на навітряній стороні гір будуть спостерігатися тривалі і суцільні опади. На підвітряній стороні при опусканні повітря вздовж високого хребта відбувається його адіабатичне нагрівання з розсіюванням хмар — фен. При малій висоті хребта повітряна маса не встигає прогріватися і відбувається обвал холодного повітря — бора.

### Маскування фронтів
Температурний режим підстильної поверхні, відбиваючись на температурі нижніх шарів, спотворює або маскує властивості фронтів. Взимку зазвичай випадки маскування фронтів пов'язані з наявністю у поверхні Землі тонкого, потужністю кілька сотень метрів, шару сильно охолодженого повітря. Особливо це проявляється в гірських районах, де холодне повітря накопичується в негативних формах рельєфу і застоюється там. Повітряні маси, що вторгаються в такий шар, можуть поширюватися над цією плівкою холодного повітря, не порушуючи її і не досягаючи поверхні Землі. Шар туману в плівці холодного повітря може замаскувати і фронтальну хмарну систему. Проходження фронту в цьому випадку не викликає змін температури повітря біля поверхні Землі, але відбивається в полі баричних тенденцій, вітрі. Проходження холодного фронту іноді супроводжується проривами плівки холодного повітря внаслідок турбулентності. При цьому може підвищитися температура повітря, оскільки повітря за холодним фронтом у Землі буде мати більш високу температуру, ніж повітря холодного шару. У цих випадках створюється видимість проходження теплого фронту.

### «Уявні» фронти
У деяких випадках під впливом температурних відмінностей підстильної поверхні виникають так звані «уявні» фронти. Це відбувається внаслідок стрибка в розподілі температури або інших метеорологічних елементів в нижніх шарах повітря, обумовленого впливом теплових відмінностей, наприклад, між сушею і морем, в районах теплих течій, уздовж кромки льоду. Таким чином, спираючись на приземні ознаки, можна припустити існування фронту там, де його немає. Але слід зазначити, що при тривалому впливі підстильної поверхні уявний фронт може трансформуватися в дійсний (це так званий топографічний фронтогенез). Прикладом такого фронтогенезу є утворення арктичного фронту вздовж кромки льодів. Арктичний фронт формується в арктичному басейні (близько 70° або ще північніше). Тут певну роль грає відмінність температури відкритого моря і полярних льодів. У кромки льодів створюється розрив температури і вологості повітря: над відкритим морем повітря прогрівається і збільшується вміст вологи в ньому, над льодом — охолоджується. Якщо таке положення зберігається недовго, то різниця в температурі повітря над льодом льодами і відкритим морем поширюється тільки на нижні шари повітря. Поверхня розділу, яка поширюється на велику висоту, у цьому випадку не виникає. Ми матимемо лише уявний фронт. Але якщо повітря довгий час буде текти приблизно паралельно до кромки льоду, тобто уздовж ізотерм, воно буде піддаватися тривалому впливу підстильної поверхні. Відмінності в температурі і вмісті вологи можуть поширюватися на більш високі шари і привести до утворення справжнього атмосферного фронту уздовж кордонів льодів і відкритого моря. Сприятливі умови для топографічного фронтогенезу створюються, де полярні льоди межують з теплими водами Гольфстриму.

## В Україні
В Україні пересічно за рік проходить близько 32 холодних, 30 теплих атмосферних фронтів і 70 фронтів оклюзії. [джерело?]